# Ryō Kase
Ryō Kase (加瀬 亮?, Kase Ryō; Yokohama, 9 novembre 1974) è un attore giapponese.
Famoso per aver interpretato il soldato Shimizu nel film bellico del 2006 Lettere da Iwo Jima, diretto da Clint Eastwood, ha anche partecipato al doppiaggio del film anime The Sky Crawlers - I cavalieri del cielo del 2008.

## Filmografia parziale

### Cinema
- Gojoe (Gojô reisenki: Gojoe), regia di Gakuryû Ishii (2000)
- Party 7, regia di Katsuhito Ishii (2000)
- Hole in the Sky (Sora no ana), regia di Kazuyoshi Kumakiri (2001)
- Hush!, regia di Ryosuke Hashiguchi (2001)
- Misuzu, regia di Shô Igarashi (2001)
- Gojira Mosura King Gidora - Daikaijū sōkōgeki, regia di Shûsuke Kaneko (2001)
- Rokkun rouru mishin, regia di Isao Yukisada (2002)
- Akarui mirai, regia di Kiyoshi Kurosawa (2002)
- Frog River, regia di Hajime Ishimine (2002)
- Kakuto, regia di Yûsuke Iseya (2002)
- When the Last Sword is Drawn (Mibu Gishi Den), regia di Yōjirō Takita (2003)
- Antena, regia di Kazuyoshi Kumakiri (2003)
- Hana, regia di Shinichi Nishitani (2003)
- Kantoku kansen, regia di Shunsuke Matsuoka, Satoshi Saffen, Hideo Sakaki, Hiroshi Shinagawa e Kazuma Suzuki (2003)
- Kyûtî Hanî, regia di Hideaki Anno (2004)
- Riyû, regia di Nobuhiko Ôbayashi (2004)
- Nessuno lo sa (Dare mo shiranai), regia di Hirokazu Koreeda (2004)
- Cha no aji, regia di Katsuhito Ishii (2004)
- 69, regia di Lee Sang-il (2004)
- Survive Style 5+, regia di Gen Sekiguchi (2004)
- Pacchigi!, regia di Kazuyuki Izutsu (2004)
- Niwatori wa hadashi da, regia di Azuma Morisaki (2004)
- Fîmeiru, regia di Ryūichi Hiroki, Suzuki Matsuo, Miwa Nishikawa, Tetsuo Shinohara e Shin'ya Tsukamoto (2005)
- About Love, regia di Ten Shimoyama, Chih-yen Yee e Yibai Zhang (2005)
- The Passenger, regia di François Rotger (2005)
- Su-ki-da, regia di Hiroshi Ishikawa (2005)
- Scrap Heaven, regia di Sang-il Lee (2005)
- Naisu no mori: The First Contact, regia di Katsuhito Ishii, Hajime Ishimine e Shunichiro Miki (2005)
- Kasutamu-meido 10.30, regia di Hajime Ishimine (2005)
- Shissô, regia di SABU (2005)
- Hana yori mo naho, regia di Hirokazu Koreeda (2006)
- Hachimitsu to kurôbâ, regia di Masahiro Takada (2006)
- Castigo (Sakebi), regia di Kiyoshi Kurosawa (2006)
- Strawberry Shortcakes, regia di Hitoshi Yazaki (2006)
- Children, regia di Takashi Minamoto (2006)
- Lettere da Iwo Jima (Letters from Iwo Jima), regia di Clint Eastwood (2006)
- I Just Didn't Do It (Soredemo boku wa yattenai), regia di Masayuki Suo (2007)
- Megane, regia di Naoko Ogigami (2007)
- Orion-za kara no shôtaijô, regia di Kenki Saegusa (2007)
- Inu to watashi no 10 no yakusoku, regia di Katsuhide Motoki (2008)
- Tokyo!, regia di Bong Joon-ho, Leos Carax e Michel Gondry (2008)
- Yama no anata - Tokuichi no koi, regia di Katsuhito Ishii (2008)
- Gururi no koto, regia di Ryosuke Hashiguchi (2008)
- R246 Story, regia di Tadanobu Asano, Ilmari, Shidô Nakamura, Yûsuke Santamaria, Genki Sudô e Verbal (2008)
- Gou-Gou datte neko de aru, regia di Isshin Inudô (2008)
- Pako to mahô no ehon, regia di Tetsuya Nakashima (2008)
- Tounan kadobeya nikai no onna, regia di Chihiro Ikeda (2008)
- Insutanto numa, regia di Satoshi Miki (2009)
- Jûryoku piero, regia di Jun'ichi Mori (2009)
- Pûru, regia di Mika Ohmori (2009)
- Otôto, regia di Yôji Yamada (2010)
- Outrage (Autoreiji), regia di Takeshi Kitano (2010)
- Kaitanshi jokei, regia di Kazuyoshi Kumakiri (2010)
- Mazâ wôtâ, regia di Kana Matsumoto (2010)
- Konzen tokkyû, regia di Kôji Maeda (2011)
- L'amore che resta (Restless), regia di Gus Van Sant (2011)
- Tôkyô oashisu, regia di Kana Matsumoto e Kayo Nakamura (2011)
- Gekijouban SPEC: Ten, regia di Yukihiko Tsutsumi (2012)
- Qualcuno da amare (Like Someone in Love), regia di Abbas Kiarostami (2012)
- Outrage Beyond (Autoreiji: Biyondo), regia di Takeshi Kitano (2012)
- Ore ore, regia di Satoshi Miki (2013)
- Hajimari no michi, regia di Keiichi Hara (2013)
- Gekijouban SPEC: Kurôzu - Zen no hen, regia di Yukihiko Tsutsumi (2013)
- Pekorosu no haha ni ai ni iku, regia di Azuma Morisaki (2013)
- Gekijouban SPEC: Kurôzu - Kou no hen, regia di Yukihiko Tsutsumi (2013)
- Jajji!, regia di Akira Nagai (2014)
- Watashi no Hawaii no arukikata, regia di Kōji Maeda (2014)
- La collina della libertà (Ja-yu-ui eondeok), regia di Hong Sang-soo (2014)
- Little Sister (Umimachi Diary), regia di Hirokazu Kore'eda (2015)
- Foujita, regia di Kôhei Oguri (2015)
- Azumi Haruko wa yukue fumei, regia di Daigo Matsui (2016)
- Silence, regia di Martin Scorsese (2016)
- 3-gatsu no raion zenpen, regia di Keishi Ohtomo (2017)
- 3-gatsu no raion kouhen, regia di Keishi Ohtomo (2017)
- The Suzuki's Family Lie, regia di Katsumi Nojiri (2018)
- Sotto sequestro (Bel Canto), regia di Paul Weitz (2018)
- Tabi no owari sekai no hajimari (旅のおわり世界のはじまり?), regia di Kiyoshi Kurosawa (2019)
- Il caso Minamata (Minamata), regia di Andrew Levitas (2020)
- Kubi (首?), regia di Takeshi Kitano (2023)

## Doppiatori italiani
Nelle versioni in italiano dei suoi film, Ryō Kase è stato doppiato da:
- Corrado Conforti in Lettere da Iwo Jima, Qualcuno da amare
- Emiliano Coltorti in Outrage, Outrage Beyond
- Massimo Aresu in Nessuno lo sa
- Francesco Venditti in L'amore che resta
- Gianluca Crisafi ne La collina della libertà
- Massimo Triggiani in Little Sister
- Massimo De Ambrosis in Il caso Minamata

Da doppiatore è sostituito da:
- David Chevalier in The Sky Crawlers - I cavalieri del cielo